# Equació d'Eyring
La equació d'Eyring  també coneguda com a equació d'Eyring–Polanyi en cinètica química relaciona la velocitat de reacció amb la temperatura. Fou desenvolupada quasi simultàniament el 1935 per Henry Eyring, M.G. Evans i Michael Polanyi en el marc de la teoria de l'estat de transició i derivada a partir de la termodinàmica estadística i de la teoria cinètica molecular. L'equació d'Eyring equival a l'equació d'Arrhenius obtinguda empíricament.
L'equació d'Eyring es pot representar de la següent manera: 
{\displaystyle k={\frac {k_{\mathrm {B} }T}{h}}\mathrm {e} ^{-{\frac {\Delta G^{\ddagger }}{RT}}}}
On ΔG‡ és l'energia lliure de Gibbs d'activació, kB és la constant de Boltzmann, i h és la constant de Planck.
Emprant la definició d'entalpia lliure de Gibbs:
{\displaystyle \Delta G^{\ddagger }=\Delta H^{\ddagger }-T\Delta S^{\ddagger }}
l'equació d'Eyring pot reescriure's com: 
{\displaystyle k={\frac {k_{\mathrm {B} }T}{h}}e^{\frac {\Delta S^{\ddagger }}{R}}e^{-{\frac {\Delta H^{\ddagger }}{RT}}}}
i aplicant logaritmes naturals s'obté: 
{\displaystyle \ln {\frac {k}{T}}=\left(\ln {\frac {k_{\mathrm {B} }}{h}}+{\frac {\Delta S^{\ddagger }}{R}}\right)-{\frac {\Delta H^{\ddagger }}{R}}\cdot {\frac {1}{T}}}
On:
- {\displaystyle \ k} = constant de la velocitat de reacció
- {\displaystyle \ T} = temperatura absoluta
- {\displaystyle \ \Delta H^{\ddagger }} = entalpia d'activació
- {\displaystyle \ R} = constant dels gasos
- {\displaystyle \ k_{\mathrm {B} }} = constant de Boltzmann
- {\displaystyle \ h} = constant de Planck
- {\displaystyle \ \Delta S^{\ddagger }} = entropia d'activació

Una certa reacció química té lloc a diferents temperatures i es determinen les velocitats de reacció. La gràfica de {\displaystyle \ \ln(k/T)} versus {\displaystyle \ 1/T} dona una línia recta amb pendent {\displaystyle \ -\Delta H^{\ddagger }/R} de la qual pot derivar-se la entalpia d'activació i de l'ordenada en l'origen o punt de tall amb l'eix d'ordenades {\displaystyle \ \ln(k_{\mathrm {B} }/h)+\Delta S^{\ddagger }/R} es deriva la entropia d'activació.